# Mimobolbus sedhiounense
Mimobolbus sedhiounense är en skalbaggsart som beskrevs av Renaud Maurice Adrien Paulian 1941. Mimobolbus sedhiounense ingår i släktet Mimobolbus och familjen Bolboceratidae. Inga underarter finns listade i Catalogue of Life.